# Мьонхенгладбах
Мьонхенгладбах (на немски: Mönchengladbach, от 1888 до 1960 г. München-Gladbach) е град в централната част на Западна Германия. Намира се в провинция Северен Рейн-Вестфалия, близо до границата с Нидерландия. Основан е през 10 век. Има население от 268 943 души към 31 декември 2023 г.
Градът е важен жп възел. Един от големите текстилни центрове на Германия (ленена, памучна, копринена и трикотажна). Машиностроителна, електротехническа, хранително-вкусова и хартиена промишленост. Износ на прежда. Футболния отбор на града се казва Борусия Мьонхенгладбах.

## Известни личности
Родени
- Хуго Юнкерс (1859 – 1935 г.), инженер
- Йозеф Гьобелс (1897 – 1945 г.), политик
- Ханс Хайер (р. 1943 г.), автомобилен състезател
- Гюнтер Нецер (р. 1944 г.), футболист
- Юп Хайнкес (р. 1945 г.), футболист
- Райнхолд Евалд (р. 1956 г.), космонавт
- Валтер Мьорс (р. 1957 г.), писател
- Ник Хайдфелд (р. 1977 г.), автомобилен състезател
- Марсел Янсен (р. 1985 г.), футболист
- Марк-Андре тер Щеген (р. 1992 г.), футболист

## Побратимени градове
Мьонхенгладбах е побратимен с:
- Норт Тайнсайд, Англия, Великобритания (от 1958 г.);
- Рубе, Франция (от 1969 г.);
- Търок, Англия, Великобритания (от 1969 г.);
- Вервие, Белгия (от 1970 г.);
- Брадфорд, Англия, Великобритания (от 1971 г.);
- Рурмонд, Нидерландия (от 1971 г.).